# Bengt Gustaf Frölich
Bengt Gustaf Frölich, född 6 juni 1715 i Kazan, Ryssland, död 23 juni 1783 på Engeltofta i Barkåkra socken, var en svensk greve, militär och ämbetsman.

## Biografi
Frölich blev volontär vid Södra skånska kavalleriregementet 1732 och korpral vid samma regemente 1738. Han blev livdrabant 1743, vice korpral vid drabantkåren 1749, korpral 1756 och löjtnant 1763.
Frölich var ordförande i expeditionsutskottet i den stora deputation som efter mössornas maktövertagande 1765 skulle granska växelkontorens verksamhet. Han blev överste för Norra skånska kavalleriregementet samma år. År 1772 blev han genom så kallat successivt ackord befordrad från överste till landshövding i Malmöhus län efter Reinhold Johan von Lingen, en tjänst som han 1776 på samma sätt avstod till Tage Thott. Han hade blivit riddare av Svärdsorden 1761.

### Familj
Bengt Gustaf  Frölich var son till Bengt Frölich. Han gifte sig 29 november 1748 på Grönlund i Åsbo församling med friherrinnan Catharina Magdalena von der Pahlen (1724–1784), dotter av generalmajoren Otto Christian von der Pahlen och grevinnan Magdalena Charlotta Mörner af Morlanda. De fick tillsammans barnen Magdalena Elisabet Frölich (1749–1750), Lovisa Ulrika Frölich (1751–1808), Catharina Charlotta Frölich (1752–1815) som var gift med översten Fredrik von Heijne, Carl Otto Frölich (1754–1756), Magdalena Elisabet Frölich (1755–1757) och hovstallmästaren David Gustaf Frölich (1757–1825).